# Zlatý míč 1997
Zlatý míč, cenu pro nejlepšího fotbalistu dle mezinárodního panelu sportovních novinářů, v roce 1997 získal brazilský fotbalista Ronaldo, který v průběhu roku přestoupil z Barcelony do Interu Milán. Šlo o 42. ročník ankety, organizoval ho časopis France Football a výsledky určili sportovní publicisté z 51 zemí Evropy.

## Pořadí
| Pořadí | Jméno                | Klub                          | Země                 | Body |
| ------ | -------------------- | ----------------------------- | -------------------- | ---- |
| 1      | Ronaldo              | Barcelona Inter Milán         | Brazílie             | 222  |
| 2      | Predrag Mijatović    | Real Madrid                   | Jugoslávie           | 68   |
| 3      | Zinédine Zidane      | Juventus                      | Francie              | 63   |
| 4      | Dennis Bergkamp      | Arsenal                       | Nizozemsko           | 53   |
| 5      | Roberto Carlos       | Real Madrid                   | Brazílie             | 47   |
| 6      | Andreas Möller       | Borussia Dortmund             | Německo              | 40   |
| 7      | Raúl                 | Real Madrid                   | Španělsko            | 35   |
| 8      | Peter Schmeichel     | Manchester United             | Dánsko               | 19   |
| 9      | Jürgen Kohler        | Borussia Dortmund             | Německo              | 17   |
| 10     | Matthias Sammer      | Borussia Dortmund             | Německo              | 16   |
| 10     | Christian Vieri      | Juventus Atlético Madrid      | Itálie · Austrálie   | 16   |
| 12     | Youri Djorkaeff      | Inter Milán                   | Francie              | 15   |
| 13     | Luis Enrique         | Barcelona                     | Španělsko            | 14   |
| 14     | Luís Figo            | Barcelona                     | Portugalsko          | 12   |
| 15     | Gianfranco Zola      | Chelsea                       | Itálie               | 11   |
| 15     | Krasimir Balakov     | VfB Stuttgart                 | Bulharsko            | 11   |
| 17     | Didier Deschamps     | Juventus                      | Francie              | 10   |
| 17     | Clarence Seedorf     | Real Madrid                   | Nizozemsko · Surinam | 10   |
| 19     | Alessandro Del Piero | Juventus                      | Itálie               | 9    |
| 19     | Alan Shearer         | Newcastle United              | Anglie               | 9    |
| 19     | David Beckham        | Manchester United             | Anglie               | 9    |
| 22     | Fernando Hierro      | Real Madrid                   | Španělsko            | 8    |
| 23     | Gabriel Batistuta    | Fiorentina                    | Argentina · Itálie   | 7    |
| 24     | Olaf Thon            | Schalke 04                    | Německo              | 6    |
| 25     | Juninho Paulista     | Middlesbrough Atlético Madrid | Brazílie · Itálie    | 5    |
| 25     | Paulo Sousa          | Borussia Dortmund             | Portugalsko          | 5    |
| 25     | Lilian Thuram        | Parma                         | Francie              | 5    |
| 28     | Ryan Giggs           | Manchester United             | Wales                | 4    |
| 29     | Oliver Bierhoff      | Udinese                       | Německo              | 3    |
| 29     | Angelo Peruzzi       | Juventus                      | Itálie               | 3    |
| 29     | Raí                  | Paris Saint-Germain           | Brazílie             | 3    |
| 32     | Victor Ikpeba        | Monako                        | Nigérie              | 2    |
| 33     | Laurent Blanc        | Barcelona Marseille           | Francie              | 1    |
| 33     | Ciro Ferrara         | Juventus                      | Itálie               | 1    |
| 33     | Rivaldo              | La Coruña Barcelona           | Brazílie             | 1    |
| 33     | Bent Skammelsrud     | Rosenborg Trondheim           | Norsko               | 1    |

Tito hráči byli rovněž nominováni, ale nedostali žádný hlas: Sonny Anderson, Enrico Chiesa, Hernán Crespo, Iván de la Peña, Robbie Fowler, Thomas Hässler, Thomas Helmer, Filippo Inzaghi, Gianluca Pagliuca, Robert Pires, Karl-Heinz Riedle, Sergi, Davor Šuker a Ian Wright.